# Мдува
Мду́ва (англ. Mduwa) — традиційна громада у складі дистрикту Мчинджі Центрального регіону Малаві.
Населення — 66854 особи (2018).